# Ahl al-Bajt

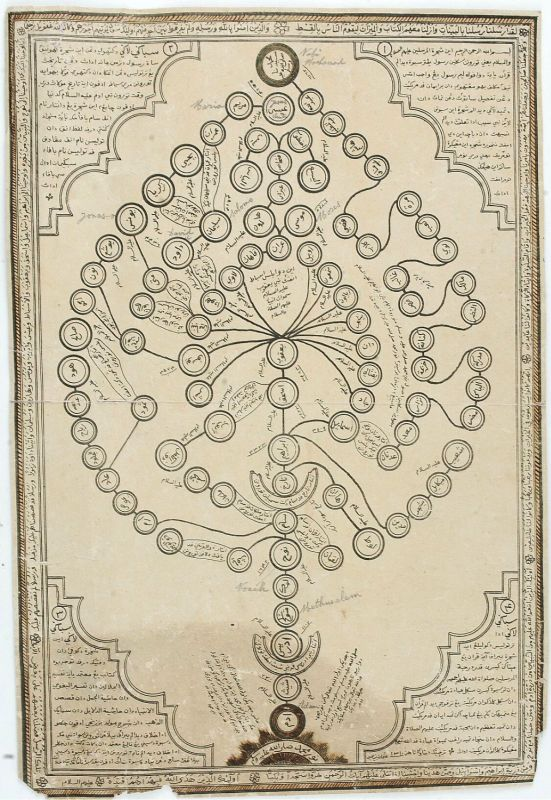
Drzewo genealogiczne Mahometa

Ahl al-Bajt (arab. ‏أهل البيت‎ – „ludzie domu [Proroka]”) – określenie dotyczące rodziny proroka Mahometa, znajdujące się w Koranie (33:33), rozmaicie interpretowane w teologii islamu.
W dawnym języku arabskim słowo „ahl” oznaczało zamieszkujących jeden namiot, a więc rodzinę, krewnych. Natomiast wyrażenie „bajt” oznaczało mieszkanie, zarówno dom, jak i namiot, w pewnych przypadkach świątynię, a czasem wybitną rodzinę należącą do danego plemienia. Stąd w szerokim znaczeniu termin „Ahl al-Bajt” odnosi się do wszystkich, którzy podobnie jak Prorok należeli do rodu Haszymitów, mającego wysoką pozycję w plemieniu Kurajszytów, a zatem m.in. do potomków Alego Ibn Abi Taliba i Abbasydów. Istnieją pewne świadectwa, że także Umajjadzi próbowali zaliczać siebie do tego bajtu, rozciągając jego pojęcie nie tylko na potomków Haszima, ale szerzej jego ojca Abd Manafa.
Wyrażenie „ahl al-Bajt” pojawia się w Koranie (33:33): „O ludzie domu! Bóg chce tylko odsunąć od was brud i oczyścić was całkowicie”. Zdecydowana większość tradycji cytowana przez At-Tabariego w jego wielkim komentarzu odnosi ten werset do Mahometa, Alego, Fatimy, Hasana i Husajna. W takim przypadku pojęcie „ahl al-Bajt” odpowiada znaczeniowo terminowi „ahl al-ʾabā” – „ludzie płaszcza”, pod którym rozumie się te same osoby, które według jednego z hadisów (uznawanego zarówno przez szyitów, jak i sunnitów) Prorok miał objąć swoim płaszczem i w tym momencie doznać objawienia wyżej wskazanego wersetu. Istnieje jednak także tradycja zgodnie z którą w ten sposób mieli zostać wyróżnieni Abbas i jego synowie. Teologowie szyiccy uznają ten incydent z płaszczem za dowód tego, że pojęcie „ahl al-Bajt” odnosi się do pięciu wyżej wspomnianych osób. Rozciągają oni to pojęcie jednak także na kolejnych imamów, którzy pod płaszczem Proroka się nie znaleźli, ponieważ nie było ich jeszcze na świecie, są jednak tak samo jak Hasan i Husajn dziedzicami Mahometa poprzez Alego i Fatimę. Koraniczny werset jest uznawany za dowód tego, że „ahl al-Bajt” są niezdolni do popełnienia grzechu (maʿs.ūm). Poza pismami stricte teologicznymi pisarze szyiccy używają terminu „ahl al-Bajt” jako odnoszącego się do wszystkich potomków Alego i Fatimy.
At-Tabari w swoim komentarzu wspomina jednak także o tradycji, która odnosi termin „ahl al-Bajt” do żon Proroka. Wskazuje na to kontekst wersetu, który następuje po słowach: „O żony Proroka! Wy nie jesteście takie jak inne kobiety. Jeśli jesteście bogobojne, nie bądźcie pokorne w słowach, aby nie pożądał was ten, w którego sercu mieszka choroba; mówcie słowa odpowiednie! Przebywajcie w swoich domach i nie ozdabiajcie się w ten sposób, jak ozdabiały się kobiety za czasów pogaństwa! Odprawiajcie modlitwę, dawajcie jałmużnę, słuchajcie Boga i Jego Posłańca! O ludzie domu! Bóg chce tylko odsunąć od was brud i oczyścić was całkowicie”. Tradycyjnie komentatorzy sunniccy zaliczając do „ahl al-Bajt” żony Proroka nie wykluczają z niego Alego i Fatimy. W niektórych sunnickich komentarzach termin „ahl al-Bajt” odnosi się do wszystkich muzułmanów, jako „ludzi świątyni”, to jest Kaaby.